# توماس هوارث (لاعب كريكت)
توماس هوارث (بالإنجليزية: Thomas Howarth)‏ (10 مايو 1845 في المملكة المتحدة - 12 أكتوبر 1897) هو لاعب كريكت بريطاني (وحمل سابقاً جنسية المملكة المتحدة لبريطانيا العظمى وأيرلندا). لعب مع نادي مقاطعة ديربيشاير للكريكت ‏.